# František Fridrich (fotograf)
František Fridrich (21. května 1829, Mělník – 23. března 1892, Praha) byl český fotograf a vydavatel druhé poloviny 19. století, který v té době jako jediný fotograf z Čech získal skutečně mezinárodní věhlas.[zdroj?] Nejvíce se proslavil snímky Prahy a fotografiemi z lázeňských měst.

## Životopis

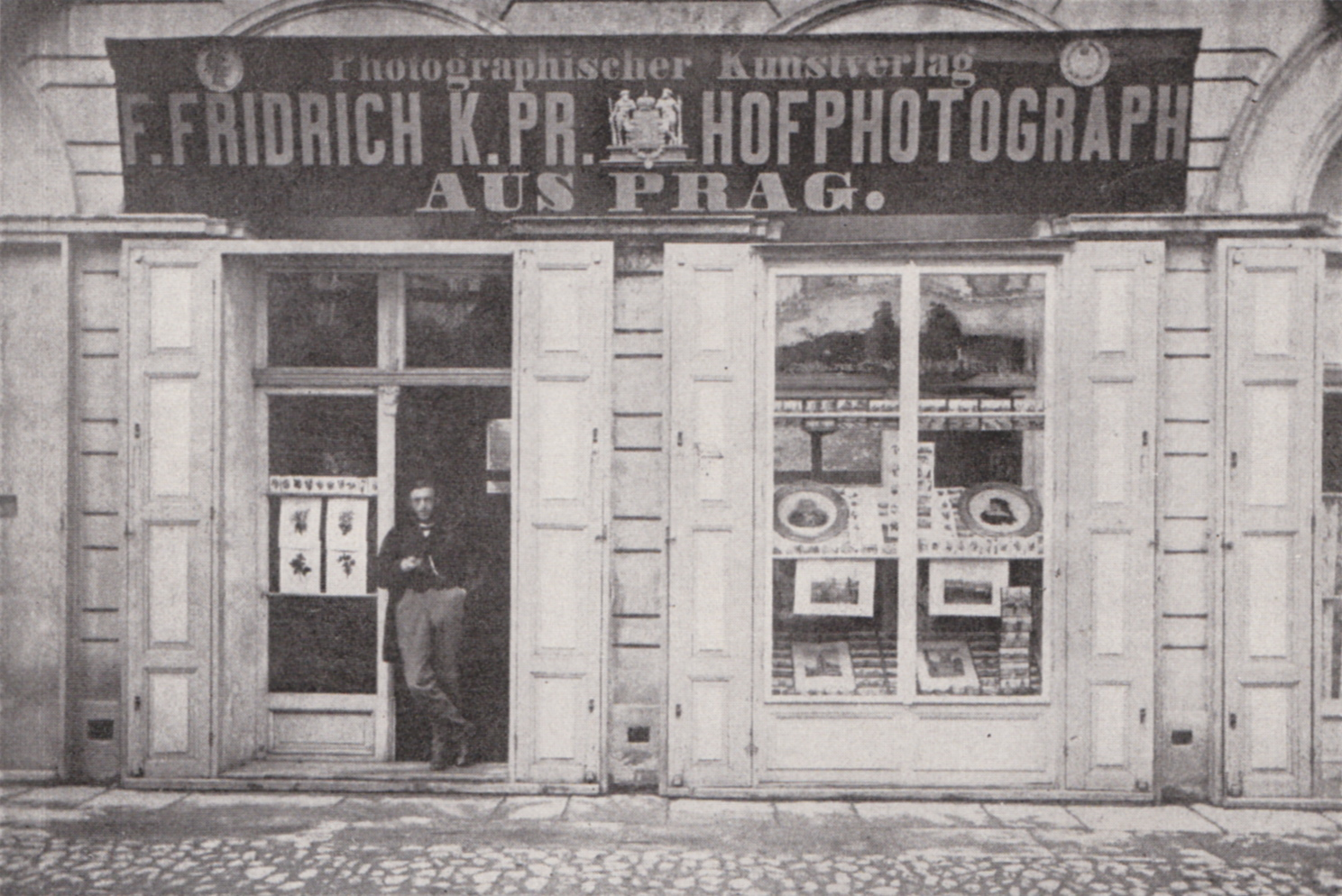
Výkladní skříň fotografa Františka Fridricha v Karlových Varech kolem 1865

František Fridrich, celým jménem František Josef Arnošt Fridrich, se narodil 21. května 1829 v Mělníce. Jeho matka Magdalena Fridrichová byla dcerou školního komisaře v Blatné a otec Jan Melchior Fridrich spravoval od roku 1826 mělnický magistrát a od roku 1830 byl po šestnáct let purkmistrem města. František tedy pocházel ze zámožných poměrů a z rodiny stojící na špici společenského žebříčku někdejšího královnina města. V Praze rodině patřil dodnes stojící dům U zlatého říšského jablka v Michalské ulici, který Jan Melchior koupil v roce 1786. František měl dva starší sourozence, sestru Annu[zdroj?] a bratra Karla. O osudech starších sourozenců nevíme zatím nic, je však zajímavé, že rodinný dům získal nakonec nejmladší z rodiny.
Po běžných studiích měšťanského synka nastoupil roku 1847 na právnickou fakultu v Praze, ale v roce 1851 studií zanechal. Možná již fotografoval během vysokoškolských studií a tudíž měl jisté zkušenosti s daguerrotypií, nejstarší v praxi používanou fotografickou technikou. Možná mu učarovala i Talbotova kalotypie, první technika umožňující vytváření kopií z papírového negativu. Právě od roku 1851 se totiž začala používat technika mokrého kolodiového procesu, jež měla v každém směru příhodnější vlastnosti než techniky do té doby známé. Každopádně o počátcích jeho kariéry profesionálního fotografa toho mnoho nevíme.
V roce 1855 navštívil Fridrich světovou výstavu v Paříži, z níž si přivezl řadu stereotypických fotografií, které pak v září 1856 vystavoval v Praze a se svým stereoskopem a fotografickými snímky pak objížděl i venkov. Byla to první autorská fotografická výstava v historii české fotografie. Podle jedněch pramenů se konala v hotelu U arcivévody Štěpána na Václavském náměstí (dnes na jeho místě stojí hotel Evropa), podle jiných zdrojů proběhla v sále někdejšího hotelu Saský dvůr v Hybernské ulici. Tak či onak byla Fridrichova stereoskopická expozice spojena s malým skandálem. Fridrich byl patrně mírně nekonvenční a vystavoval za zástěnou a za zvláštní vstupné i fotografie ženských aktů. Tato epizoda byla později nepochybně i jedním z hlavních důvodů, proč bylo jinak úspěšnému a v té době už známému Fridrichovi odmítnuto udělení titulu c. k. dvorního fotografa. (Dlužno ovšem poznamenat, že si to vynahradil v roce 1866 po prohrané válce Rakouska s Pruskem, kdy požádal o podobné právo v Prusku a po kladném vyřízení žádosti pak užíval titul „královský pruský dvorní fotograf“).
V roce 1857 cestoval František Fridrich se svou snoubenkou Eleonorou Grögerovou přes Hamburk a Londýn do USA, kde se vzali a strávili zde tři roky. Také z obou evropských velkoměst a samozřejmě i ze Spojených států si Fridrich přivezl soubor stereoskopických fotografií, které pak předváděl nejen zájemcům u nás, ale kupříkladu – a to dokonce už během zpáteční cesty do vlasti – v polském Krakově.
Další dva roky pak trávil střídavě v Praze a Teplicích. Na sever Čech jezdil zejména v lázeňské sezoně, neboť zde nacházel vděčnou a početnou bohatou klientelu pro zakázkové portréty. Teplice se od té doby staly, vedle Prahy a Karlových Varů, Fridrichovým nejoblíbenějším fotografickým místem. V Praze si naproti tomu připravoval zázemí pro plnohodnotný fotografický ateliér s daleko širším tematickým zaměřením, pro nějž získal živnostenské oprávnění už před svým odjezdem do USA.
Svůj pražský fotoateliér otevřel František Fridrich v roce 1862, a sice na Starém Městě v Michalské ulici, v rodinném domě U zlatého říšského jablka, který je dnes znám stejnojmennou restaurací.
Už při prvních návštěvách Teplic se začala vyhraňovat Fridrichova specializace na místopisnou fotografii, které se začal plně věnovat někdy od roku 1864. Stále prodlužoval dobu svých lázeňských pobytů a rozšiřoval vznikající fotografické cykly, dokonce zde pořádal přednášky o fotografování architektury. Nebyly to ale jen Teplice, kam směřovaly jeho podnikatelské aktivity, kde provozoval sklad a později i sezonní fotografický ateliér, filiálky si zřídil také v západočeských lázeňských městech – Karlových Varech a Mariánských Lázních.
Fridrichův tematický záběr je ve srovnání s jeho profesními kolegy nebývale pestrý a široký a převládá v něm užitkové fotografie a práce v exteriéru. Vedle oblíbené místopisné fotografie a snímků různých pamětihodností to byla samozřejmě i tehdy velmi oblíbená portrétní produkce ve formě vizitek, která se týkala jak běžných zákazníků, tak osobností politického či uměleckého světa, dále příležitostné fotografické gratulace, cyklus ilustračních fotografií k různým příslovím, fotografický herbář v podobě kolorovaných snímků květin, reprodukce uměleckých děl aj. František Fridrich se stal i největším vydavatelem fotografických pohlednic v celém mocnářství. Obrovskou dokumentární hodnotu mají jeho četné pohledy na tehdejší pražskou zástavbu, dnes už v nejednom případě asanovanou, či fotografie z různých společenských událostí. K jeho nejstarším pražským snímkům patří záběry z Hospodářsko-průmyslové výstavy na Rohanském ostrově v roce 1864, k těm nejvýznamnějším z posledního období zase cyklus fotografií rozestavěného, pak požárem zničeného a opět vystavěného Národního divadla z let 1880 až 1882 nebo právě dokončená stavba Rudolfina z roku 1885.
Někdy od roku 1870 vedl František Fridrich kromě ateliéru v Michalské ulici ještě vlastní fotografický obchod na nároží Příkopů a Havířské ulice. V roce 1875 svůj fotoateliér pronajal malíři a vyučenému daguerrotypistovi Janu Malochovi (1825–1911), který u něj mimochodem v šedesátých letech pracoval, a sám si zřídil nový ateliér na tehdejší Ferdinandově, dnešní Národní třídě (dnes je tu kavárna Louvre).
Právě druhá polovina sedmdesátých a počátek osmdesátých let znamenala pro Fridrichův ateliér největší rozmach a věhlas, který daleko překročil hranice Rakouska-Uherska. Tehdy měl kromě Teplic, Karlových Varů a Mariánských Lázní ještě pobočku v Hamburku, smluvní obstaravatele v dalších evropských velkoměstech (mj. v Berlíně, Vídni, Paříži a Londýně) a sklady prakticky po celém světě, pochopitelně ve Spojených státech, v Brazílii, kde byl navíc jmenován dvorním fotografem císařského domu, v Austrálii, Alžíru, Šanghaji, Japonsku i jinde.
Na rozdíl od Jindřicha Eckerta se Fridrich tolik neangažoval ve veřejných záležitostech, ani v různých spolcích. V některých však chybět nemohl. V roce 1868 se Fridrich zřejmě podílel na založení Pražského ledního klubu, o dva roky později byl spoluzakladatelem Veslařského klubu Regatta a stal se jeho místopředsedou. Dále byl Fridrich zvolen tajemníkem Společenstva fotografů. Díky snímkům z prostředí bruslařských a veslařských sportů, které patřily k Fridrichovým zálibám, můžeme Františka Fridricha označit jako prvního fotografa sportu u nás. A byl i prvním, kdo fotografoval Prahu v zimě.
Získal také řadu významných mezinárodních ocenění – bronzovou medaili na Etnografické výstavě v Moskvě v roce 1867, „Mention honorable“ v tomtéž roce na výstavě v Paříži a v témže roce ještě rakouskou velkou zlatou medaili Za umění a vědu. O rok později získal první cenu na fotografické výstavě v Hamburku. Rakouskou velkou medaili získal za fotografické album „Erinnerung an Prag“, dodnes uložené v kožené kazetě se zlaceným kováním ve vídeňské Národní knihovně.
Ve svých šedesáti letech, v roce 1889, pověsil František Fridrich definitivně fotografické řemeslo na hřebíček a pokoušel své štěstí na literárním poli, kde mj. sepsal a vydal německy psaného průvodce Okružní cesta po Čechách.
Dům v Michalské ulici postoupil dceři Eleonoře a po zbytek života bydlel v domě U slona na nároží Staroměstského náměstí a Dlouhé třídy.
Zemřel 23. března 1892 a jeho dcera rok poté prodala dům U zlatého říšského jablka Arthuru Maschka Bellmannovi (1849–1921), pokračovateli fotografické živnosti po jeho otci Karlu Ferdinandu Bellmannovi (1820–1893).

## Ukázka z díla

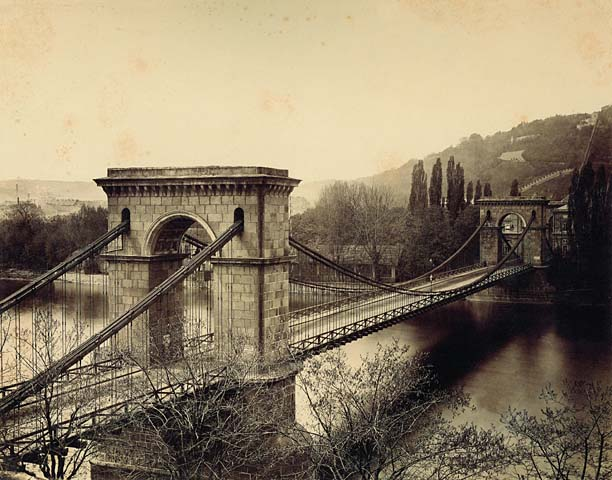
Praha, Řetězový most Františka I. (kolem r. 1885)
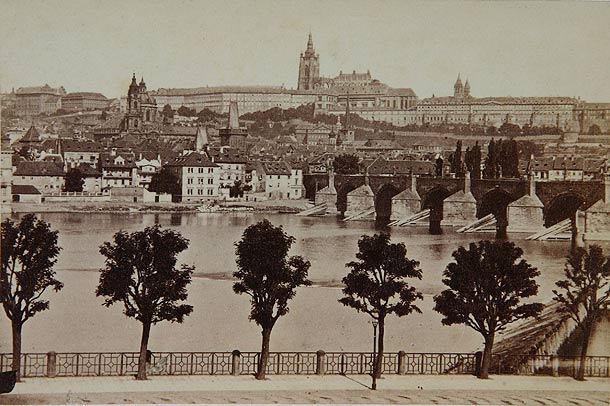
Pražský hrad (kolem r. 1867)
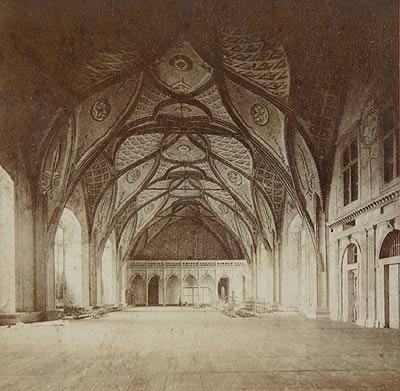
Vladislavský sál (kolem r. 1870)
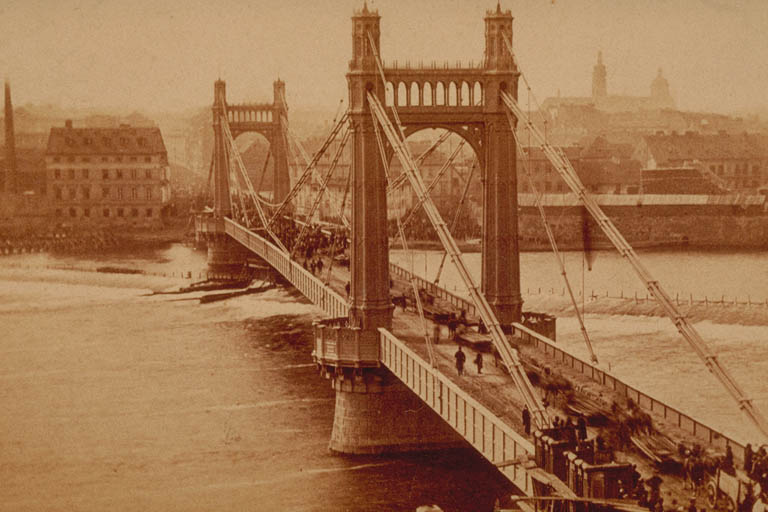
Most císaře Františka Josefa I. (vizitka kolem r. 1870)
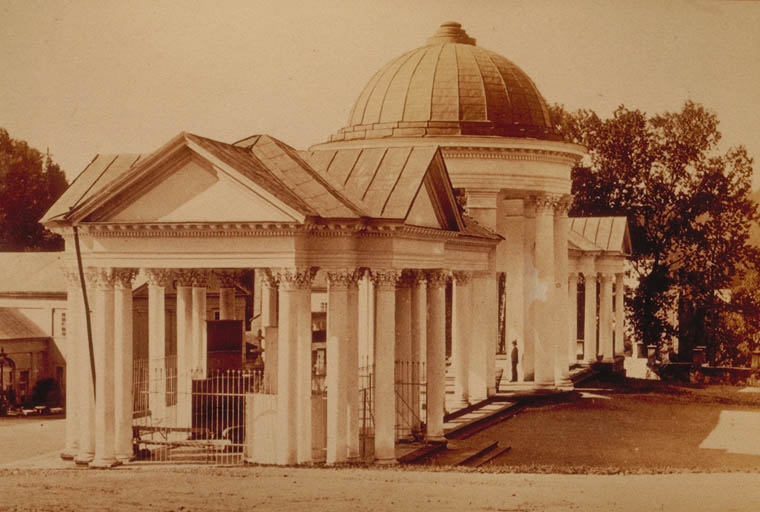
Mariánské Lázně, Karolinin pramen (vizitka kolem r. 1870), sbírka Scheufler
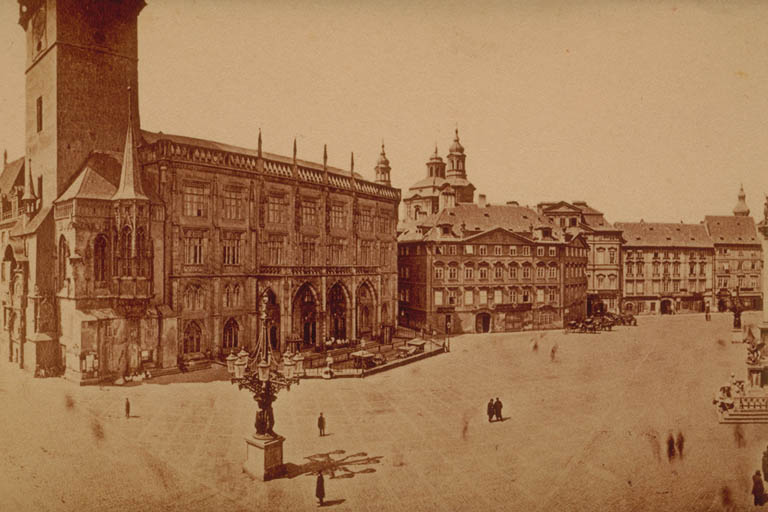
Praha, Staroměstské náměstí a radnice (kolem r. 1870), sbírka Scheufler
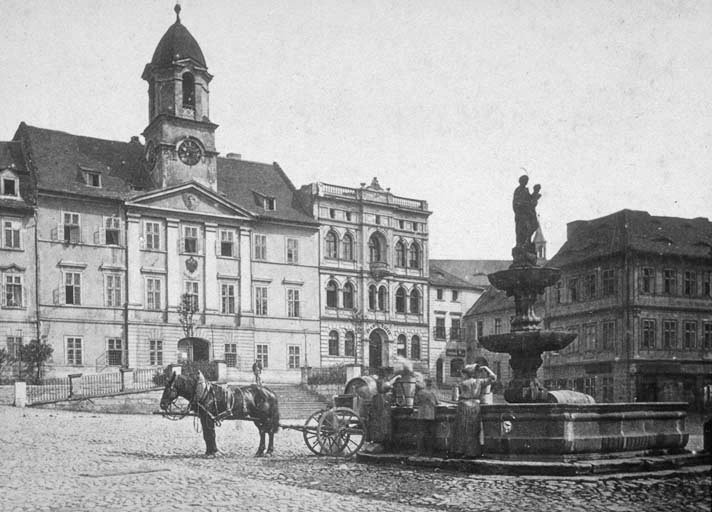
Teplice, Tržní náměstí s radnicí (vizitka kolem r. 1870), sbírka Scheufler
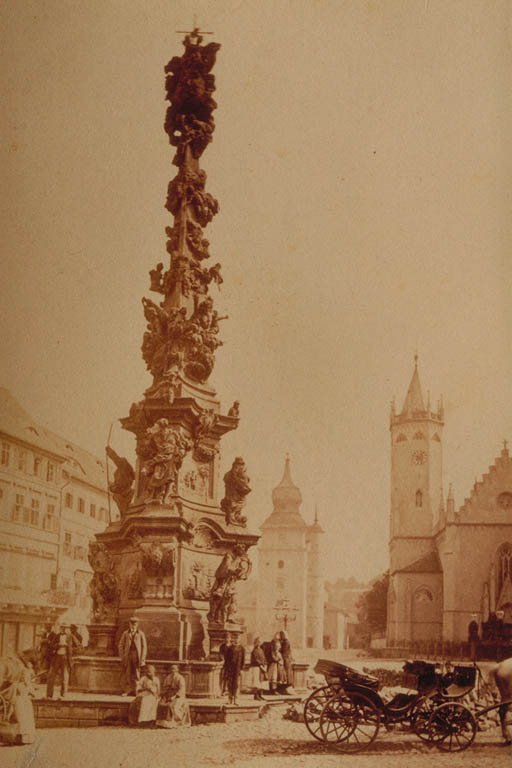
Teplice, Zámecké náměstí (kolem r. 1870), sbírka Scheufler